# Оджаци (община)
Оджаци (серб. Оџаци) — община в Сербии, входит в Западно-Бачский округ.
Население общины составляет 32 490 человек (2007 год), плотность населения составляет 79 чел./км². Занимаемая площадь — 411 км², из них 82,3 % используется в промышленных целях.
Административный центр общины — город Оджаци. Община Оджаци состоит из 9 населённых пунктов, средняя площадь населённого пункта — 45.7 км².

## Статистика населения общины
| Год  | Население, чел. |
| ---- | --------------- |
| 1991 | 38 186          |
| 2001 | 35 826          |
| 2002 | 35 439          |
| 2003 | 34 922          |
| 2004 | 34 366          |
| 2005 | 33 795          |
| 2006 | 33 173          |
| 2007 | 32 490          |